# Blowout Comb
Blowout Comb è il secondo e ultimo album del gruppo hip hop statunitense Digable Planets, pubblicato nel 1994 da Pendulum, Capitol Records ed EMI.
| Recensione                    | Giudizio |
| ----------------------------- | -------- |
| AllMusic                      | [ 1 ]    |
| Pitchfork                     | [ 2 ]    |
| Los Angeles Times             | [ 3 ]    |
| Encyclopedia of Popular Music | [ 4 ]    |
| Entertainment Weekly          | B+       |
| Rolling Stone                 | [ 6 ]    |
| The Rolling Stone Album Guide | [ 7 ]    |
| The Village Voice             | A−       |
| Sputnikmusic                  | [ 9 ]    |

## Tracce
Testi e musiche di Digable Planets. Co-produzione di Dave Darlington..
1. The May 4th Movement Starring Doodlebug – 4:56
2. Black Ego – 7:02
3. Dog It – 4:21
4. Jettin' – 4:39
5. Borough Check (feat. Guru) – 6:56
6. Highing Fly – 1:23
7. Dial 7 (Axioms of Creamy Spies) / NY 21 Theme (feat. Sarah Anne Webb) – 5:47
8. The Art of Easing – 5:06
9. K.B.'s Alley (Mood Dudes Groove) – 2:06
10. Graffiti (feat. Jeru the Damaja) – 4:03
11. Blowing Down – 3:51
12. 9th Wonder (Blackitolism) (feat. DJ Jazzy Joyce) – 4:27
13. For Corners (feat. Monica Payne and Sulaiman) – 7:03

## Classifiche
| Classifica (1994)         | Posizione massima |
| ------------------------- | ----------------- |
| Stati Uniti               | 32                |
| US Top R&B/Hip-Hop Albums | 13                |